# Teatro d'ombre
Il teatro d'ombre è un'antica forma di spettacolo popolare, realizzato proiettando figure articolate su uno schermo opaco, semitrasparente, illuminato posteriormente per creare l'illusione di immagini in movimento.
Questa forma di spettacolo è diffusa in varie culture. Ai nostri giorni, compagnie di lavoro d'ombre sono presenti in oltre 20 paesi.

## Cina

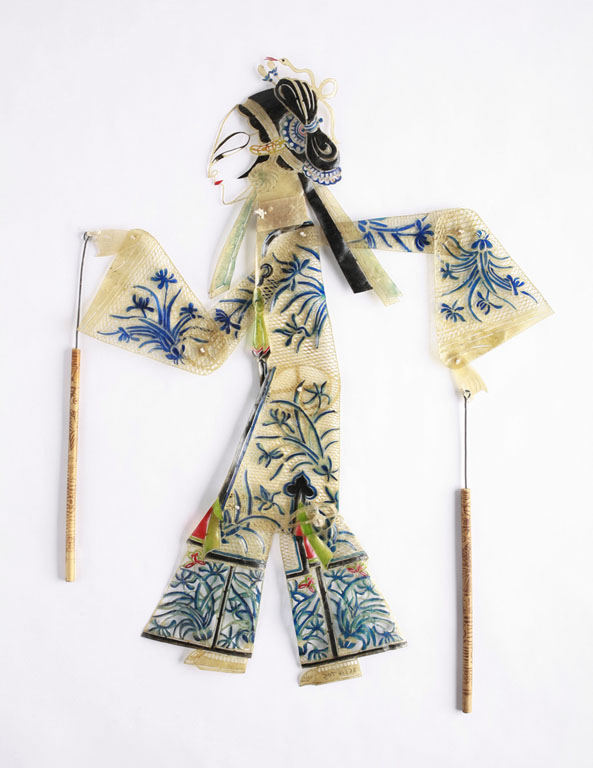
Un fantoccio Hai Lu dalla popoli Han della Cina. 20 ° secolo

Il teatro cinese ha origini antichissime. Fino all'introduzione in Cina dei generi teatrali occidentali, alla fine del XIX secolo, il teatro cinese ha in gran parte coinciso con la cosiddetta opera cinese, che si è sviluppata in una miriade di generi diffusi nelle varie province della Cina. Altre forme tradizionali di spettacolo sono le ombre cinesi e il teatro di marionette e burattini.
Fu probabilmente il grande favore di cui il teatro d'ombre godeva presso i Mongoli a determinarne la diffusione nei paesi conquistati successivamente.

## Turchia
Il teatro d'ombre tradizionale turco prende il nome di Karagöz ed è un genere che ebbe grande diffusione sotto l'impero ottomano. Karagöz e Hacivat sono i due personaggi principali, ma sono presenti molti altri personaggi che rappresentano tutti i principali gruppi etnici e le classi sociali della cultura ottomana.
Le figure del Karro sono controllate da un solo animatore, che dà voce a tutti i ruoli imitando suoni, voci e dialetti per caratterizzare i singoli personaggi.

## Indonesia

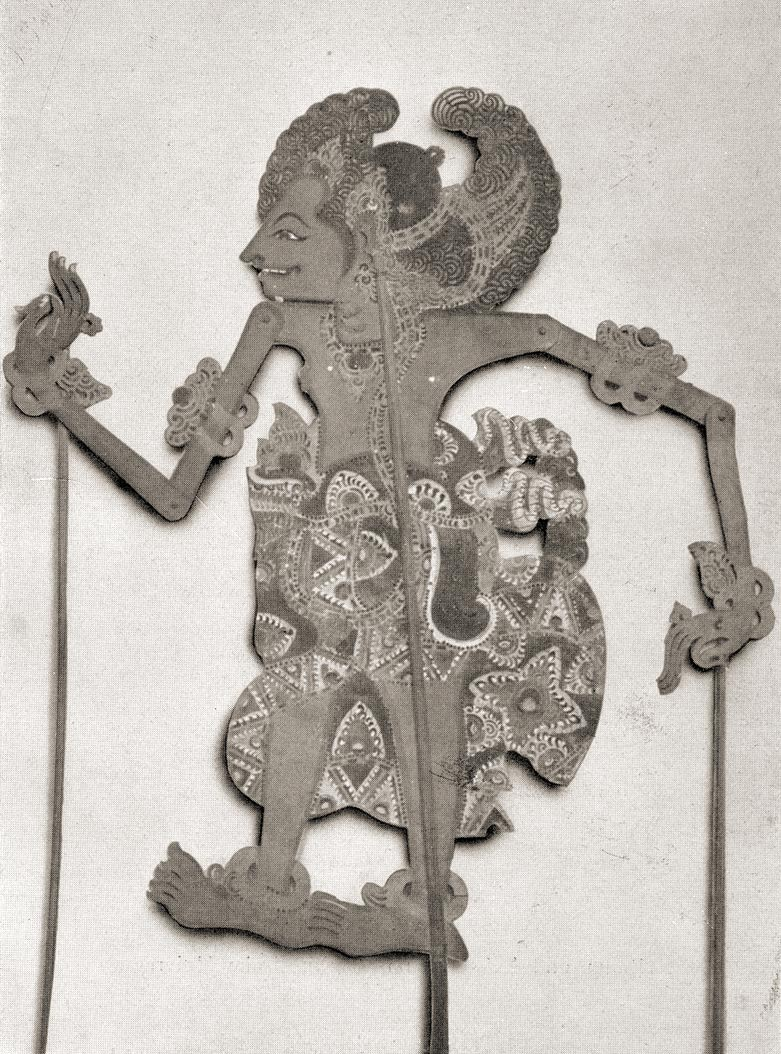
Figura Wayang Kulit (Bali, inizio del XX secolo)

In Indonesia (soprattutto a Giava e Bali), il teatro d'ombre è diffuso col nome di wayang Kulit. In lingua giavanese Wayang significa ombra, immaginazione e Kulit significa pelle, con riferimento alla pelle animale di cui sono fatte le figure animate. Le storie presentate nelle mitologie o racconti morali, che rappresentano spesso la battaglia fra il bene e il male.
Le figure sono fatte soprattutto di pelle animale, e sono animate per mezzo di bacchette. Le ombre sono proiettate su uno schermo da lampade ad olio. Il Wayang Kulit è spesso associato al gamelan, la musica tradizionale basata sulle percussioni.
Il teatro d'ombre è molto popolare in Indonesia anche al giorno d'oggi. Gli spettacoli sono presentati durante le cerimonie sacre nei templi, in funzioni private e in luoghi pubblici nei villaggi. Uno spettacolo può durare anche tutta la notte, talvolta fino all'alba.

## Thailandia

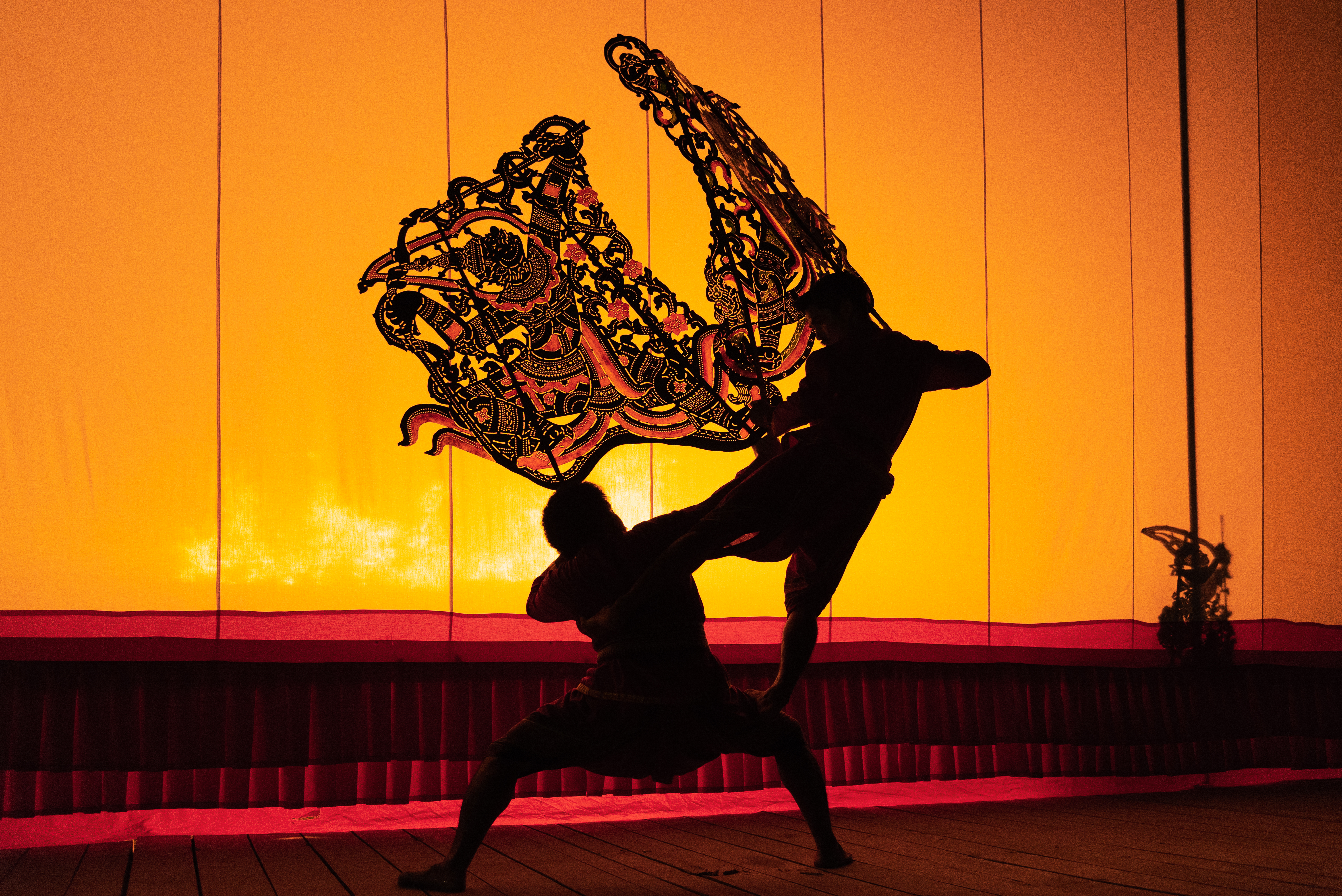
Esibizione di Nang Yai

Il teatro d'ombre thailandese è chiamato Nang Yai; a sud, una forma tradizionale è denominata Nang Ta Lung. Le figure del Nang Yai sono generalmente realizzate in pelle e vimini. Gli spettacoli sono accompagnati da canti e musica.

## Francia
Il teatro d'ombre si diffuse in Europa alla metà del XVIII secolo, quando alcuni missionari francesi portarono questa forma di spettacolo in Francia. Alcuni spettacoli a Parigi e Marsiglia suscitarono molto interesse. L'animatore Dominique Séraphin presentò il suo primo spettacolo a Parigi nel 1776, e in seguito a Versailles nel 1781. Il genere si radicò quindi in Francia, dove diede luogo a una forma particolare, detta ombre francesi.
Il teatro d'ombre era un genere di spettacolo popolare a Parigi durante il XIX secolo, specialmente nei teatrini di Montmartre. Il cabaret Le Chat noir presentò numerosi spettacoli di teatro d'ombre negli anni 1880, in una forma spettacolare che vedeva al lavoro fino a 20 animatori. Il teatro d'ombre ebbe una forte influenza sul genere della fantasmagoria.

## Italia

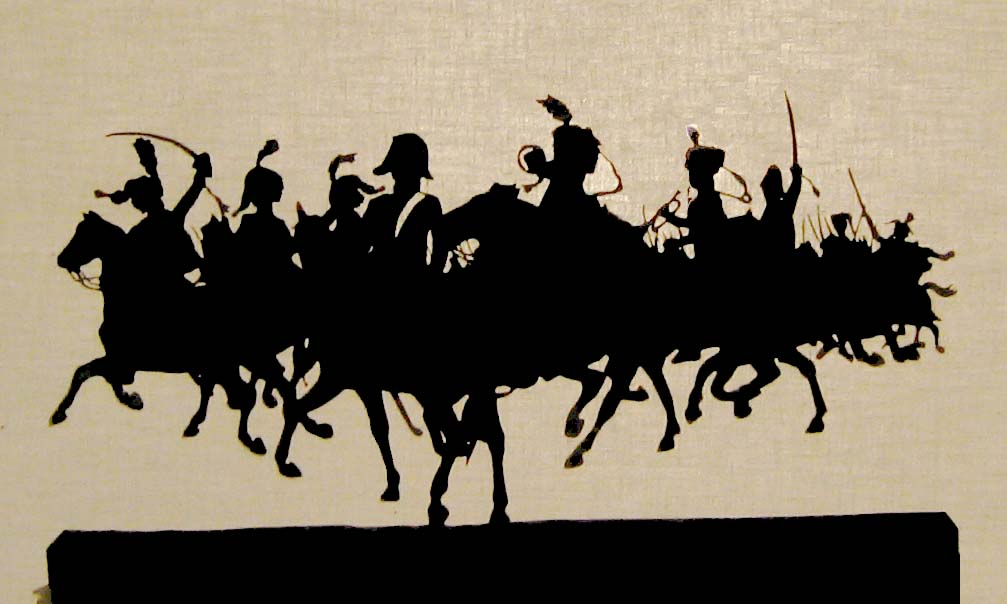
Ombra francese della collezione del Museo del Precinema, collezione Minici Zotti

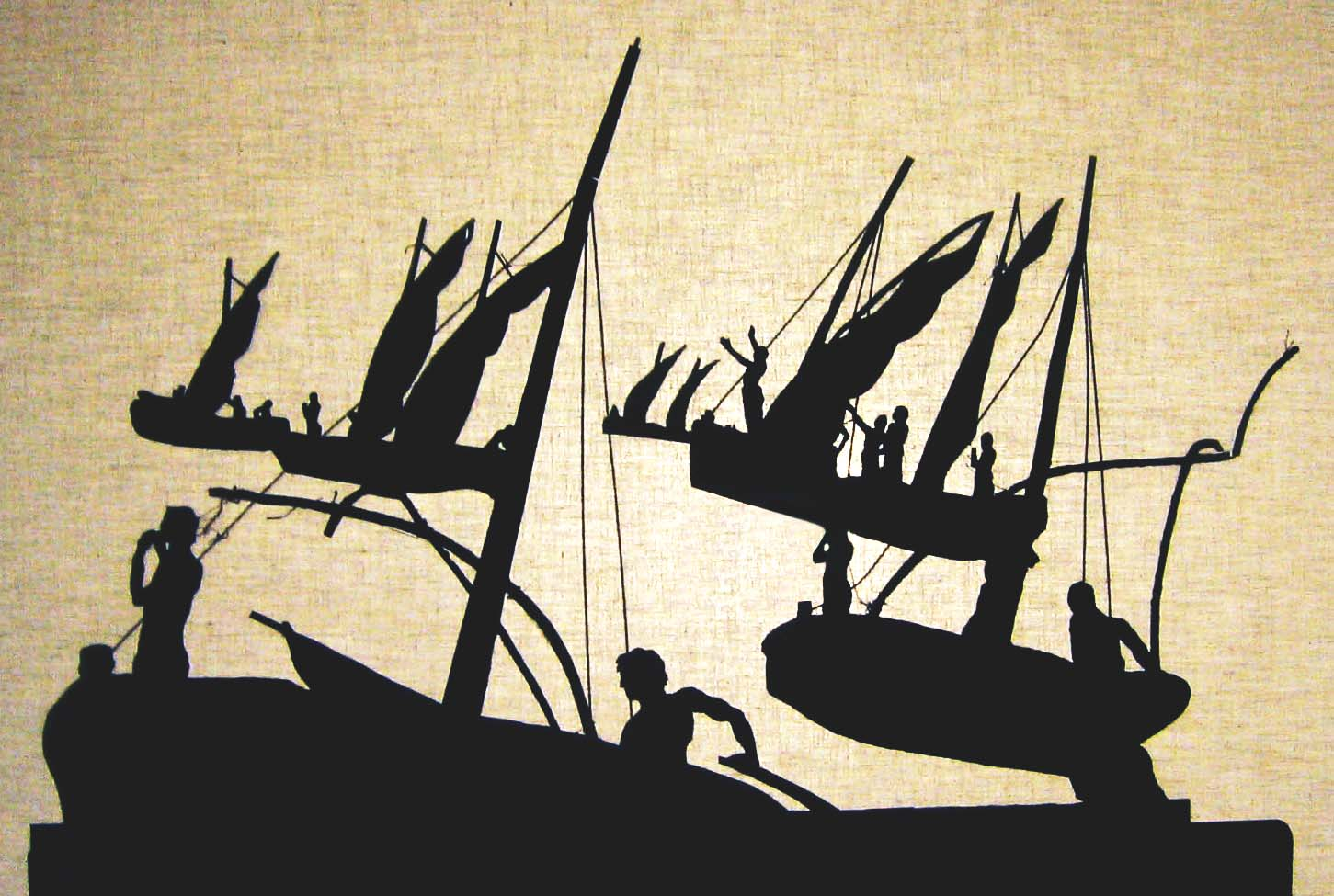
Ombra francese della collezione del Museo del Precinema, collezione Minici Zotti

Dal 1978 la compagnia piacentina Teatro Gioco Vita lavora utilizzando burattini, marionette e sagome per il teatro delle ombre. Dal 1978 è impegnata nella produzione di diversi spettacoli che hanno come tema comune il contatto fra il teatro delle ombre e i bambini. Altra nota compagnia italiana attiva dal 1994 è Controluce Teatro d'Ombre che ha effettuato importanti collaborazioni in campo musicale in Italia e all'estero, fra cui Jordi Savall, Fabio Biondi, Mario Brunello, Gabriel Garrido, Vinicio Capossela e che organizza annualmente a Torino il Festival di Teatro di Figura Incanti.
Il Museo del Precinema collezione Minici Zotti, possiede una collezione di 70 ombre francesi, simili a quelle esibite al Cabaret du Chat Noir di Parigi nel 1890, comprensive del teatro originale e degli sfondi dipinti oltre a due lanterne magiche per proiettare gli scenari. Anche la collezione alla sezione del "Pre-cinema e fotografia storica" del Museo nazionale del Cinema di Torino presenta alcune ombre cinesi.

## Germania
Negli anni dieci del XX secolo, l'animatrice tedesca Lotte Reiniger inventò una nuova forma di animazione di silhouette, con la tecnica del passo uno (immagini riprese un fotogramma alla volta). Questa tecnica è stata conservata da altri animatori che utilizzando altre forme di animazione cinematografica hanno più volte imitato gli effetti del teatro d'ombre.